# 加拿大公共卫生局
加拿大公共卫生局（英語：Public Health Agency of Canada, PHAC）是一个加拿大政府负责公共卫生、应急准备和响应、以及传染病和慢性病防控的政府机构。 它是由2004年的内阁令和2016年12月15日生效的议会立法成立的。加拿大公共卫生局是加拿大联邦政府卫生系统的一部分（包含加拿大卫生部、加拿大卫生研究所和其他机构)。
加拿大公共卫生局的主管是加拿大首席公共卫生官，目前为谭咏诗博士（Theresa Tam）。 作为副部长级的官员，首席公共卫生官向联邦卫生部长汇报工作。作为联邦政府的最高公共卫生官员，首席公共卫生官为加拿大卫生部长和加拿大联邦政府提供有关于加拿大人民健康和卫生方面的咨询意见。
其总部位于两个地点，一个在渥太华，另一个在位于曼尼托巴省温尼伯市的国家微生物实验室, 一个加拿大唯一的生物安全等级4级的微生物实验室。在1998年刚刚创立之时，大多数的工作人员都在位于前南渥太华 Nepean 的 Gandalf Technologies 大楼办公，并隶属于加拿大公共卫生局的前身–卫生部人口与公共卫生司。

## 责任
- 疾病控制和检测
- 健康安全
  - 旅游警报
  - 免疫接种和疫苗
  - 紧急防备
  - 健康促进
  - 预防伤害
- 研究和统计
- 健康教育

## 组织结构
- 首席公共卫生官员
- 高级助理副部长（人口和公共健康司）
- 助理副部长（传染性疾病和应急准备司）
- 副首席公共卫生官（保健和慢性疾病预防司）
- 执行总监（政府部门秘书厅）